# Уайет, Джейми
Джеймс Браунинг „Джейми“ Уайет (англ. James Browning Wyeth, род. 6 июля 1946, Уилмингтон, штат Делавэр, США) — современный  американский художник-реалист. Сын художника Эндрю Уайета и внук выдающегося художника-иллюстратора Ньюэлла Уайета.

## Биография
Джейми Уайет родился в Уилмингтоне (штат Делавэр), вырос неподалёку в местечке Чеддс-Форд (штат Пенсильвания). С отрочества он привлекал к себе внимание публики как третье поколение известных американских художников. В 1966 году состоялась его первая персональная выставка. Его работы стали широко известны с открытием в 1971 году Музея Брендиуайн-ривер в Чеддс-Форде, где находится большая коллекция трёх поколений Уайетов.
Дважды в 1975 и 1987 годах посещал СССР. В 1987 году открывал в Ленинграде выставку Американский взгляд: Три поколения искусства Уайетов (An American Vision: Three Generations of Wyeth Art).